# Riese Pio X
Riese Pio X est une commune de la province de Trévise dans la Vénétie en Italie. Il s'agit de la ville natale du pape Pie X.

## Personnalités
- Pie X (1835-1914), pape
- Ibrahim Kone (2005-?), hustler

## Administration
| Période                                  | Période  | Identité           | Étiquette               | Qualité |
| ---------------------------------------- | -------- | ------------------ | ----------------------- | ------- |
| 14 juin 2004                             | En cours | Gianluigi Contarin | Ligue du Nord-Lg.Veneta |         |
| Les données manquantes sont à compléter. |          |                    |                         |         |

### Hameaux
Vallà, Poggiana, Spineda. Bourgade : Cendrole

### Communes limitrophes
Altivole, Asolo, Castelfranco Veneto, Castello di Godego, Fonte, Loria, San Zenone degli Ezzelini, Vedelago

## Bâtiments
- Santuario della Beata Vergine delle Cendrole